# Цимбрська мова
Цимбрська мова (нім. Zimbrisch) — сукупність південнонімецьких діалектів Північно-Східної Італії, в області Венеція, провінції Тренто та провінції Удіне (область Фріулі-Венеція-Джулія). Історично цимбрська входить до баварсько-австрійського ареалу, сукупність фонетичних, граматичних і лексичних відмінностей, що накопичилися за тисячоліття самостійного розвитку, і відсутність взаєморозуміння дозволяє говорити про неї як про самостійну мову. Така точка зору підкріплюється також соціофункціональною ситуацією, оскільки цимбрська мова перебуває поза зоною функціонування літературної німецької мови.

## Історія
Перший запис про рух баварців в бік Верони фіксується приблизно в 1050 році. Рух продовжувався протягом 11 і 12 століть. Теорія лангобардського походження цимбрської мови була запропонована в 1948 році Бруно Швейцером, та знову викладена в 1974 році Альфонсо Беллотто. Дискусія знову відновлена у 2004 році в працях цимбрського лінгвіста Ерменеджильдо Бідезе. Більшість лінгвістів як і раніше ж опирається на гіпотезу середньовічної імміграції.
Присутність німецькомовних громад в Італії була виявлена у 14 столітті італійськими гуманістами, які, пов'язали їх з кімврами, які прибули в регіон в 2 ст. до н. е. Це, ймовірно, і стало причиною походження поточного ендоніму «цимбри». Альтернативна гіпотеза виводить назву від терміну, що означає «тесля», пов'язаним з англійським timberer.

## Діалекти
Виділяють дві основних діалектні групи. Відмінності між ними пов'язані з впливом різних романських мов і діалектів та ступенем вторинного впливу німецьких діалектів Південного Тиролю.
Діалекти оточені центральними діалектами венетської мови. Можна виділити такі групи:

### «Сім общин»
«Сім общин» (цимбр. 7 Comoine, італ. Sette Comuni, нім. Sieben Gemeinden) на півночі провінції Віченца (область Венеція).
- Азіаго (цимбр. Sleghe/Schlège [Злеге], італ. Asiago, нім. Schlägen)
- Галліо (цимбр. Gell(e)/Ghel, італ. Gallio, нім. Gelle)
- Валле-дей-Ронкі (цимбр./нім. Reuttal, італ. Valle dei Ronchi), зараз частина Галліо
- Роана (цимбр. Robàan, Rowaan, італ. Roana, нім. Rovan/Rain)
- Меццасельва (цимбр. Mittebald/Toballe, Mezzaselva, нім. Mittewald)
- Фоца (цимбр. Vüsche/Vütsche/Fütze, італ. Foza)
- Енего (цимбр. Ghenebe/Ghenewe, італ. Enego, нім. Jeneve)
- Ротцо (цимбр. Rotz, італ. Rotzo, нім. Ross)
- Лузіана (цимбр. Lusaan, італ. Lusiana, нім. Lusian)
- Конко (цимбр. Kunken, італ. Conco) — 8-а община.

Цимбрська мова збереглась лише в селі Меццасельва в общині Роана.

### Південний схід провінціїТренто
Включає 6 общин і частини ще двох общин:
- Лузерна (цимбр./нім. Lusern, італ. Luserna)
- Фольгарія (цимбр./нім. Vielgereuth, італ. Folgaria)
- Лавароне (цимбр./нім. Lafraun, італ. Lavarone)
- Терраньйоло
- колишня община Норільо, яка нині входить в общину Роверето
- Трамбілено (нім. Leimtal, італ. Terragnolo)
- Валларса (нім. Brandtal, італ. Vallarsa)
- долина Ронкі, яка входить в общину Ала

Цимбрською розмовляють лише жителі Лузерни.

### «Тринадцять общин»
«Тринадцять общин» (цимбр. 13 Comoine, італ. Tredici Comuni/Lessinia, нім. Dreizehn Gemeinden/Lessinien) розташовані на півночі провінції Верона (область Венеція), на південний захід від «7 общин». Діалекти цієї групи оточені західними діалектами венетської мови. Відомі такі общини в яких коли-небудь говорили цимбрською:
- Вело-Веронезе (цимбр. Vellje, італ. Velo Veronese, нім. Feld)
- Адзаріно (цимбр. Asarin, італ. Azzarino, нім. Asarin)
- Кампосільвано (італ. Camposilvano, нім. Kampsilvan)
- Ровере-Веронезе (італ. Roveré Veronese, нім. Rovereid)
- Ербеццо (італ. Erbezzo, нім. gen Wiesen)
- Сельва-ді-Проньо (цимбр. Brunghe, італ. Selva di Progno, нім. Prugne)
- Сан-Бортоло (цимбр. Bòrtolom, італ. San Bortolo)
- Джацца (цимбр. Ljetzan, італ. Giazza, нім. Gletzen / Gliesen)
- Боско-Кьєзануова (цимбр. Nuagankirchen, італ. Bosco Chiesanuova, нім. Neuenkirchen)
- Валь-ді-Порро (італ. Val di Porro, нім. Porrental)
- Бадія-Калавена (цимбр. Kalfàain / Màbado / Kam'Abato, італ. Badia Calavena, нім. Kalwein / Kalfein)
- Черро-Веронезе (цимбр. Tschirre' / Sèr, італ. Cerro Veronese, нім. Silva Hermanorum)
- Сан-Мауро-ді-Саліне (італ. San Mauro di Saline, нім. SanktMoritz)
- Таверноле (італ. Tavernole)

Зараз мова збереглась лише в селі Джацца (община Сельва-ді-Проньо).

### Захід провінціїВіченца
В гірських долинах на заході провінції Віченца (область Венеція) розташовані 6 цимбрських общин, в жодній з яких більше не говорять цимбрською.
- Лагі
- Позіна
- Валлі-дель-Пазубіо
- Рекоаро
- Креспадоро
- Альтіссімо

### Схід області Венеція
На південному сході провінції Беллуно та північному сході провінції Тревізо (область Венеція), в гірському районі Кансільо (Cansiglio) на схід від міста Беллуно розташовані ще декілька цимбрських поселень, де ще в середині 20 століття говорили цимбрською.

#### провінціяБеллуно
- община Тамбре (Tambre)
- поселення Валь-Бона (Val Bona), Пьян-дей-Лові (Pian dei Lovi), Канайє-Вечо (Canaie Vecio) и Пьян-Канайє (Pian Canaie)
- община Фарра-д'Альпаго (Farra d'Alpago)
- поселення Кампон (Campon), Пьян-Остерія (Pian Osteria) и І-Пік (I Pich)

#### провінціяТревізо
- община Фрегона (Fregona)
- поселення Валлорк и Ле-Ротте (Le Rotte)

## Статус
Цимбраська офіційно визнана регіональною мовою в провінції Тренто. Починаючи з 1990-х років була прийнята низка законів про захист цимбрської мови. Культурні інституції були засновані указом, метою якого є захист та відродження мови. Шкільні програми були адаптовані для того, щоб було можливим викладання цимбрською. Вуличні знаки в багатьох місцях є двомовними.

## Приклад

### Отче нашцимбрською мовою
| Версія 1602 року                         | Версія 1813 року                                        | Дослівний переклад німецькою версії 1813 року             |
| ---------------------------------------- | ------------------------------------------------------- | --------------------------------------------------------- |
| Vater unzer derdo pist in die himele,    | Ünzar Vaatar von me Hümmele,                            | Unser Vater von dem Himmel,                               |
| gheaileghet ber dain namo,               | sai gahéart aür halgar naamo;                           | sei geehrt euer heiliger Name;                            |
| zukem dain raik.                         | khèmme dar aür Hümmel;                                  | komme [der] euer Himmel,                                  |
| Dain bil der ghesceghe                   | sai gatànt allez baz ar bèlt iart,                      | sei getan alles was ihr wollt,                            |
| also bia ime himele also in der erden.   | bia in Hümmel, asò af d èerda;                          | wie im Himmel, also auf der Erde;                         |
| Ghibuz heute unzer teghelek proat.       | Ghèt üz haüte ünzar pròat von altaaghe;                 | Gebt uns heute unser Brot vom Alltag;                     |
| Vnt vorghibe uz unzere sunte             | un lazzet üz naach ünzare schulle,                      | und lasset uns nach unsere Schuld,                        |
| also bia bier vorgheben unzer soleghern. | bia bar lazzan se naach biar dén da saint schullikh üz; | wie auch lassen sie nach wir denen die sind schuldig uns; |
| Vnt vuer uz net in vursúkonghe.          | haltet üz gahüütet von tentaziuun;                      | haltet uns gehütet von Versuchung (tentazione);           |
| Sonder erluosuz von vbel.                | un höövet üz de üübel.                                  | und hebet uns das Übel.                                   |
| amen.                                    | Asò sai z.                                              | Also sei's.                                               |

| Версія 1979 року                                | Дослівний переклад німецькою                                    |
| ----------------------------------------------- | --------------------------------------------------------------- |
| Ügnar Bàatar, ba pist in hümmel,                | Unser Vater, wo bist im Himmel,                                 |
| zai gahòlighet dar dain naamo,                  | sei geheiligt [der] dein Name,                                  |
| as khèmme dar dain Regno,                       | uns komme [der] dein Reich (regno),                             |
| zai gamàcht bia du bill,                        | sei gemacht wie du willst,                                      |
| bia in hümmel, azò in d’éerda.                  | wie im Himmel, also in der Erde.                                |
| Ghitzich hòite ’z ügnar pròat bon allen taghen, | Gib uns heute [das] unser Brot von allen Tagen,                 |
| borghit ozàndarn d’ügnarn zünte                 | vergib uns [anderen] [die] unseren Sünden                       |
| bia bràndare borghéban bèar hatzich offéndart,  | wie wir [andere] vergeben wer hat uns Leid angetan (offendere), |
| mach as bar net bàllan in tentatziùum,          | mach uns wir nicht fallen in Versuchung (tentazione),           |
| ma liberàrzich bon allen béetighen.             | sondern (ma) befreie (liberare) uns von allem Bösen.            |